# Trachydoras
Trachydoras is een geslacht van straalvinnige vissen uit de familie van de doornmeervallen (Doradidae).

## Soorten
- Trachydoras brevis (Kner, 1853)
- Trachydoras microstomus (Eigenmann, 1912)
- Trachydoras nattereri (Steindachner, 1881)
- Trachydoras paraguayensis (Eigenmann & Ward, 1907)
- Trachydoras steindachneri (Perugia, 1897)